# Eisenbahnunfall von Drownino
Der Eisenbahnunfall von Drownino am 6. August 1952 war mit 109 Todesopfern eines der schwersten Eisenbahnunglücke der Sowjetunion. Er wurde verursacht durch den Zusammenstoß eines Personenzugs mit einem Pferd, der zur Entgleisung führte.

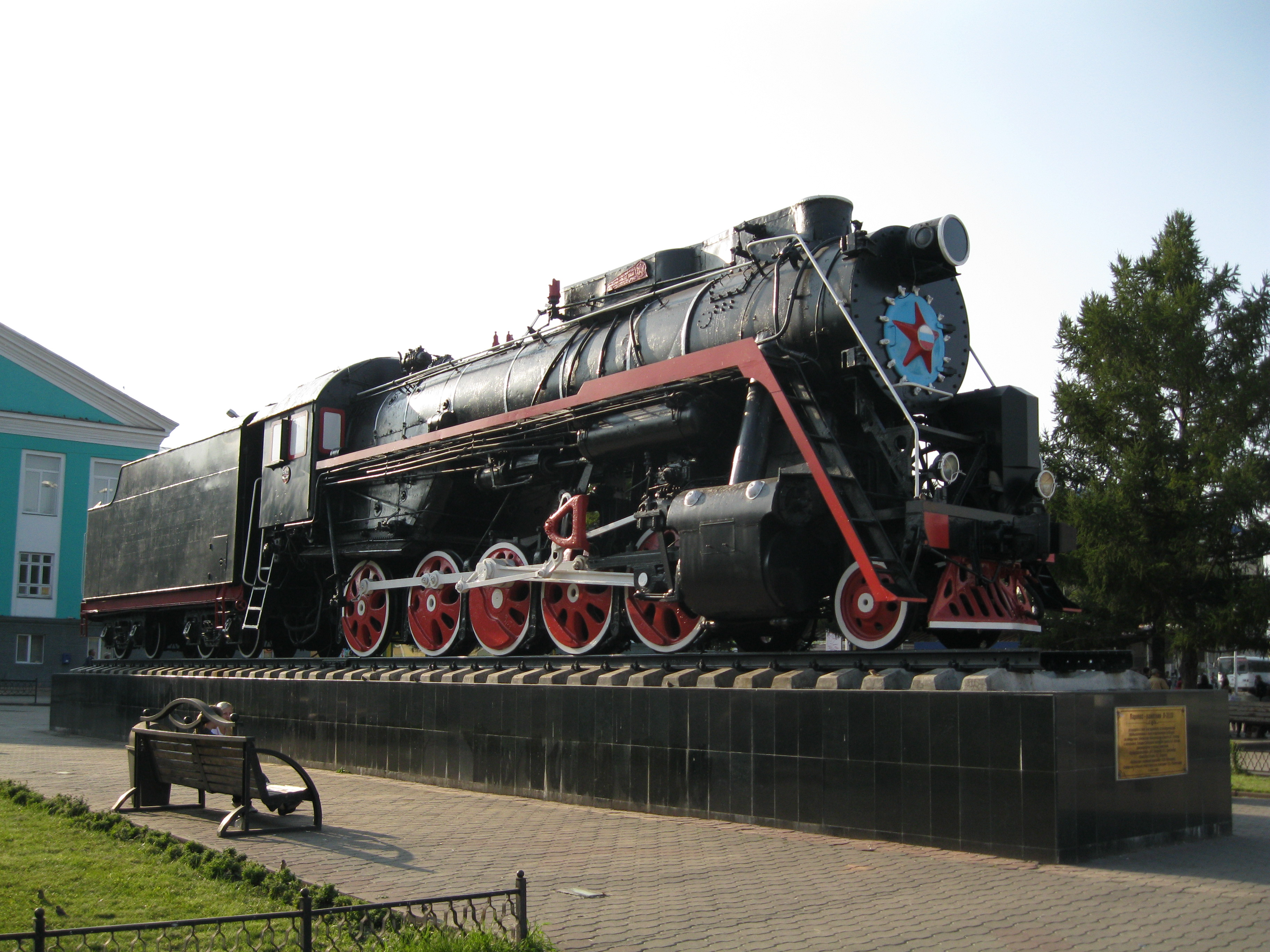
Lokomotive der Baureihe Л, wie sie in den Unfall verwickelt war

## Ausgangslage
Der Personenzug 751 war auf der Bahnstrecke Moskau–Smolensk nachts unterwegs. Er wurde von einer Dampflokomotive der Baureihe Л geführt. An der Spitze liefen zwei vierachsige Personenwagen, denen 65 zweiachsige Wagen folgten. Insgesamt wog der Zug 980 Tonnen.

## Unfallhergang
15 Minuten vor der Einfahrt in den Bahnhof Drownino, der zwischen Moschaisk und Gschatsk liegt, fiel der Frontscheinwerfer der Lokomotive aus. Bei der Einfahrt in den Bahnhof um 2:00 Uhr rammte der Zug mit etwa 50 km/h ein im Gleis stehendes Pferd, das der Lokomotivführer erst 50 Meter vor dem Auftreffen wahrnahm, so dass er nur noch in geringem Maß bremsen konnte.

## Folgen
Die Lokomotive entgleiste, ebenso die nachfolgenden Wagen, die sich ineinander schoben. 31 Wagen wurden zertrümmert oder beschädigt. Wegen der ungleichmäßigen Verteilung leichter und schwererer Wagen im Zug bildeten sich zwei Trümmerberge, einer in der Mitte, einer im hinteren Bereich des Zuges. Bei dem Unfall kamen 109 Menschen ums Leben und 211 wurden verletzt. Die Toten wurden in einem Massengrab auf dem Friedhof von Drownino beigesetzt. 
Dies war der zweitschwerste Eisenbahnunfall in der Geschichte der Sowjetunion, nur noch übertroffen durch den Eisenbahnunfall bei Ufa.
Es folgte ein Gerichtsverfahren, in dem die Schuld für den Unfall dem Fahrdienstleiter, einem für den Schutz der Eisenbahninfrastruktur verantwortlichen Mitarbeiter und der Vorsitzenden des angrenzenden Kolchos, von dem das Tier stammte, gegeben wurde. Unfallursache sei die mangelhafte Aufsicht über Tiere gewesen, die sich unzulässiger Weise zum Weiden auch im Gleisbereich befunden hatten.

## Quelle
Übertragung aus dem entsprechenden Artikel in der russischsprachigen Wikipedia und dort angegebenen Quellen.